# Eutelia pseudopolychorda
Eutelia pseudopolychorda är en fjärilsart som beskrevs av Embrik Strand 1917. Eutelia pseudopolychorda ingår i släktet Eutelia och familjen nattflyn. Inga underarter finns listade i Catalogue of Life.